# Schola Cantorum de Paris

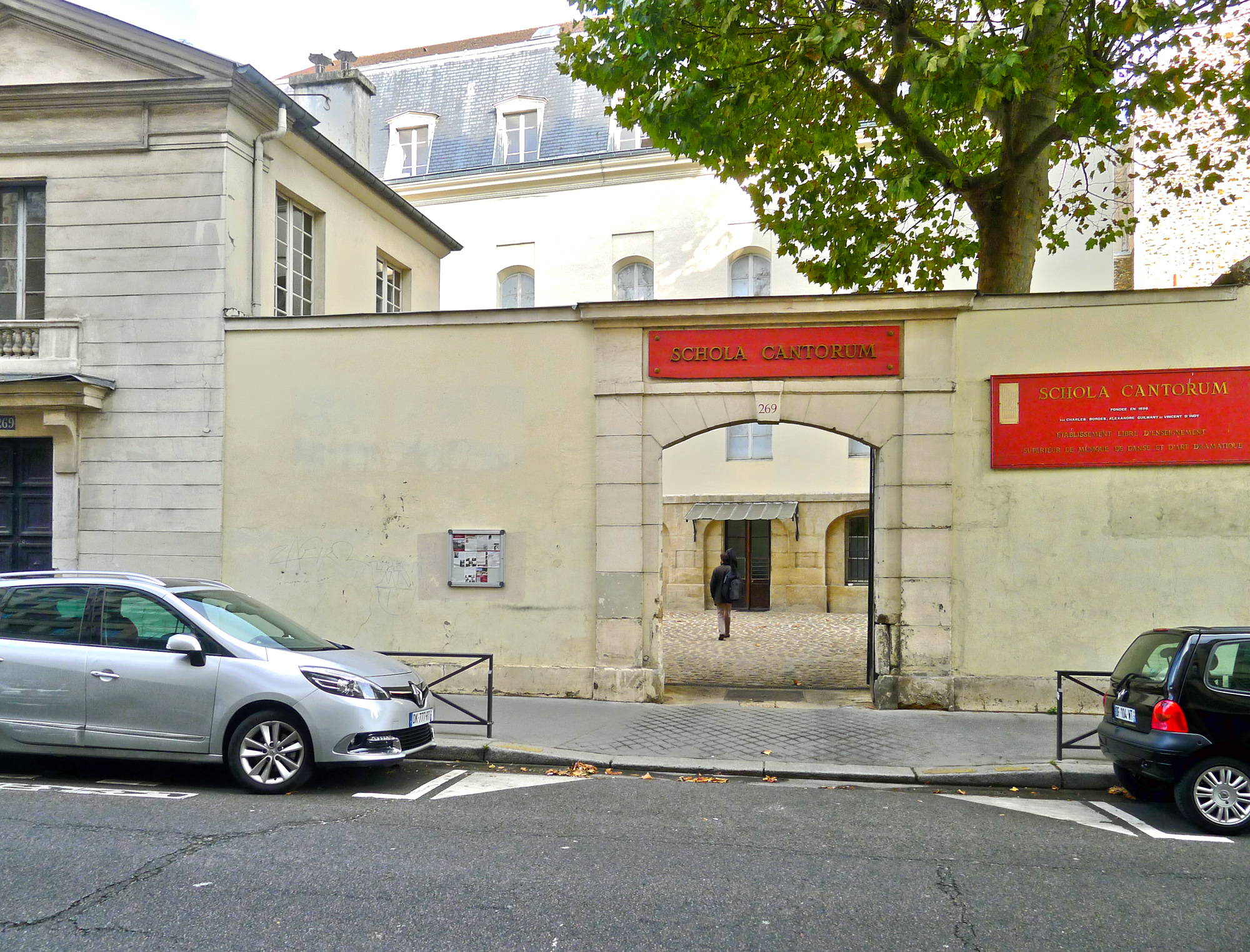
Toegangspoort van La Schola Cantorum de Paris

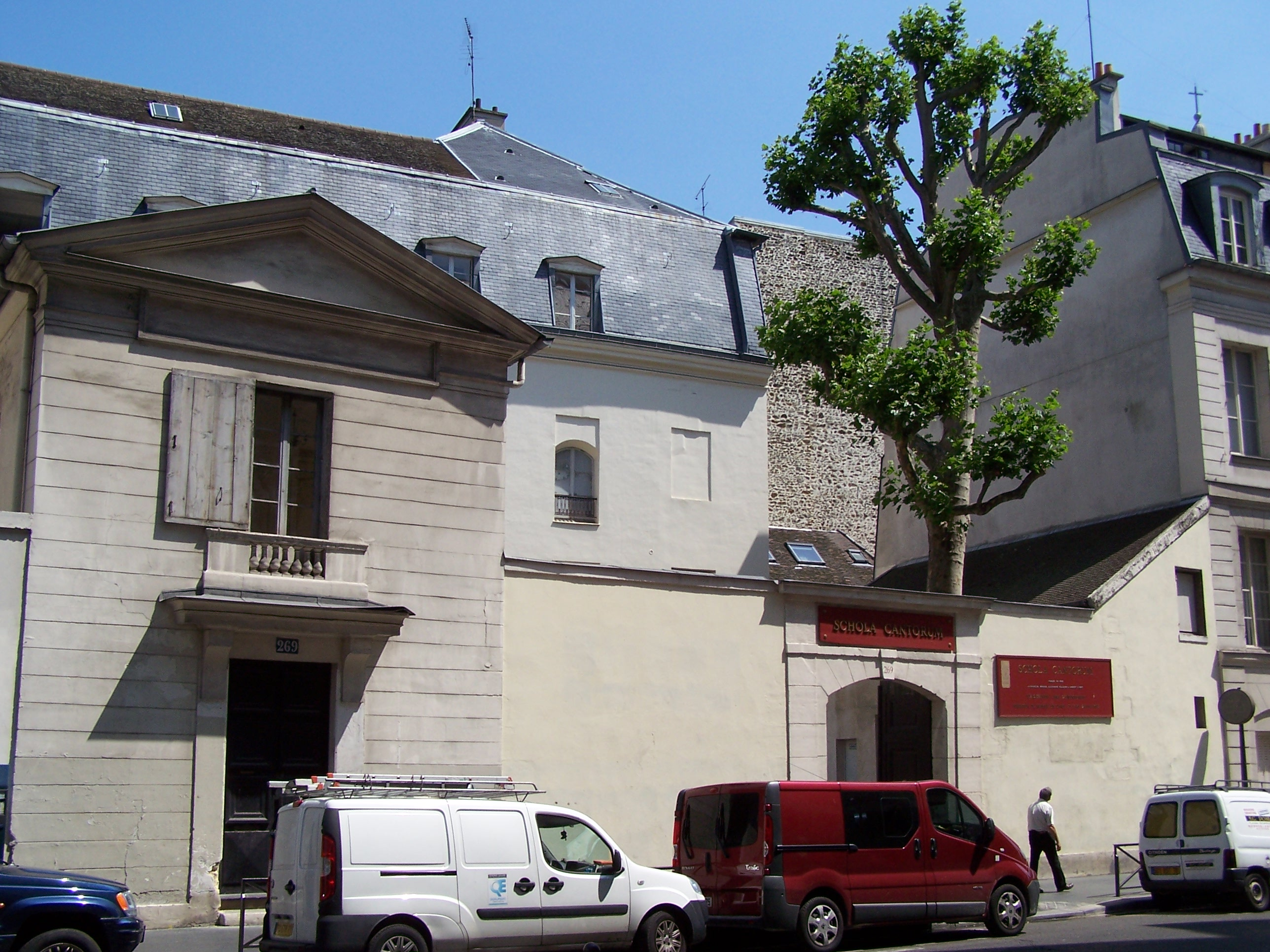
Gebouw van La Schola, een voormalig Benedictijner klooster

De Schola Cantorum de Paris, vaak genoemd La Schola, is een particulier conservatorium, dat in 1894-1896 is opgericht. Het is sinds 1900 gevestigd in een voormalig klooster in de Rue Saint-Jacques in het Quartier Latin in Parijs.

## Geschiedenis
De onderwijsinstelling werd opgericht op initiatief van Charles Bordes, die zich als kapelmeester-cantor van de Église Saint-Gervais-Saint-Protais in Parijs inzette voor de promotie van de kerkmuziek uit middeleeuwen en renaissance. Hij en zijn medeoprichters, de componist Vincent d'Indy, de organist-componist Alexandre Guilmant en de componist en rooms-katholieke geestelijke Louis-Lazare Perruchot, waren van oordeel dat het in Parijs ontbrak aan een degelijke muziektheoretische opleiding. Volgens hen was het gerenommeerde Conservatoire de Paris, dat sinds 1871 geleid werd door Ambroise Thomas, te veel gericht op opera. Bovendien waren ze gekant tegen de prestatiegerichtheid van het Conservatoire met zijn vele prijzen en concoursen. Een goede reputatie in Parijs had de École de Musique Classique et Réligieuse, in 1853 opgericht door Louis Niedermeyer als opvolger van de École Choron, maar daarvan vonden zij de doelstellingen verwaterd, hoewel die overeenkwamen met de hunne.
D'Indy had als voorzitter van de Société nationale de musique plannen tot hervorming van het Conservatoire ingediend, maar die waren afgewezen. Daarna besloot het viermanschap, in samenwerking met de katholieke vicarissen abbé Noyer en abbé Chappuy, op 6 juni 1894 zijn eigen school op te richten. De oorspronkelijke benaming "Société de propagande pour la divulgation des chefs-d'œuvre religieux" werd op voorstel van Bordes veranderd in het kortere "Schola Cantorum".
Op 15 oktober 1896 vond de officiële opening plaats. Naast de initatiefnemers D'Indy, Bordes en Guilmant behoorden G. de Boisjardin, Louis-Albert Bourgault-Ducoudray, Edmond de Polignac en Fernand de La Tombelle tot de eerste docenten. De Schola Cantorum was speciaal bedoeld voor de studie van oude geestelijke muziek, met de nadruk op polyfonie en liturgische zang a capella, zoals de Gregoriaanse muziek. Door de Schola Cantorum ontstond nieuwe interesse in de renaissance- en barokmuziek van componisten als Palestrina, Josquin des Prez, De Victoria, Monteverdi, Rameau, Couperin en Lully.
Alexandre Guilmant was de eerste directeur. Hij was tegelijk orgeldocent aan het Conservatoire, maar rechtvaardigde die combinatie met de opmerking "men kan nooit genoeg organisten opleiden". In 1900, het jaar waarin de school verhuisde van Montparnasse naar de huidige locatie, werd hij opgevolgd door Vincent d'Indy, die aanbleef tot zijn dood in 1931. De kapelzaal van het voormalige klooster werd ingericht als concertzaal voor La Schola. De orgelbouwer Charles Mutin plaatste daarin in 1902 een orgel met drie manualen en 30 registers, dat functioneert tot op de huidige dag. D'Indy publiceerde in 1903 zijn leerdoelen voor een hoger muziekinstituut in de vierdelige Cours de composition musicale, met als belangrijkste pijlers de inzichten van zijn leermeester César Franck, de integratie van de muziek van Bach en Beethoven en de herontdekking van de oude muziek, die in de tijd van classicisme en romantiek vrijwel vergeten was.
Door onhandige beslissingen van Charles Bordes ontstonden financiële problemen, zodat de rijke graaf D'Indy zijn privévermogen moest aanspreken om het voortbestaan van La Schola te verzekeren. Bordes bleef daarna op afstand betrokken bij de school, maar hij verliet Parijs en stichtte een soortgelijke school in Montpellier in 1905. Hij overleed relatief vroeg in 1909. Medeoprichter monseigneur Perruchot was in 1903 naar Monaco vertrokken, Guilmant stierf in 1911. La Schola bleef "het instituut van Vincent d'Indy" tot diens dood in 1931.

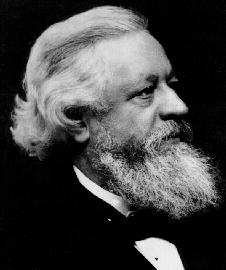
Alexandre Guilmant, eerste directeur
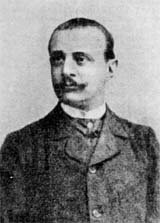
Charles Bordes, medeoprichter
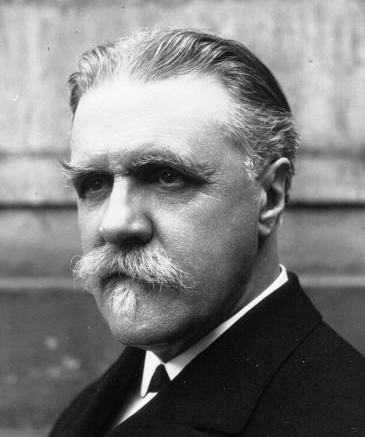
Vincent d'Indy, ruim 30 jaar directeur
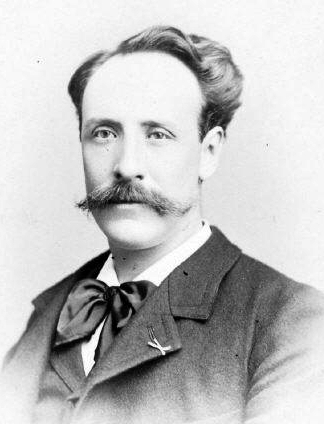
Fernand de La Tombelle, docent
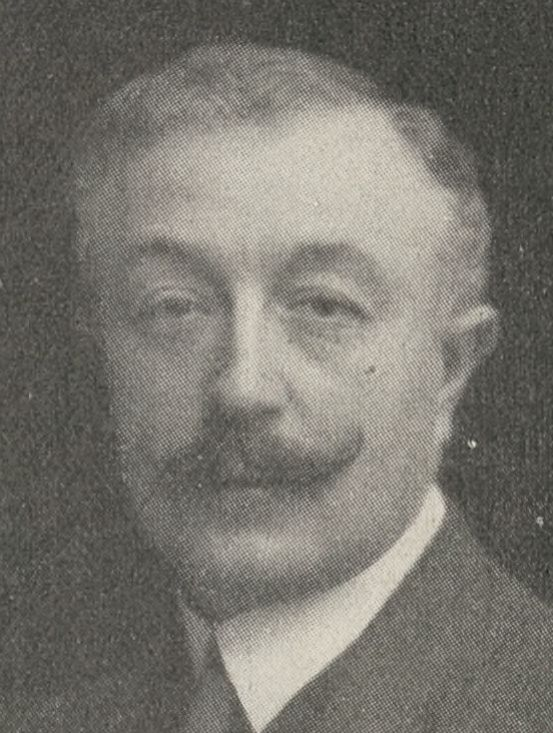
Pierre de Bréville, docent
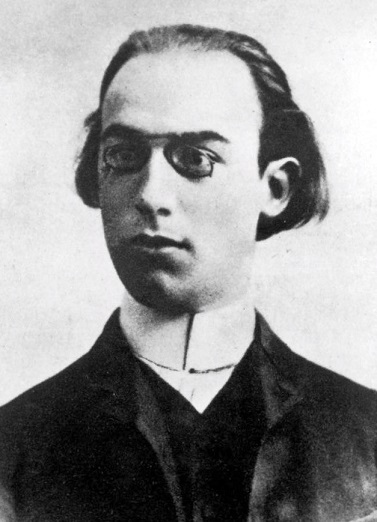
Erik Satie, student
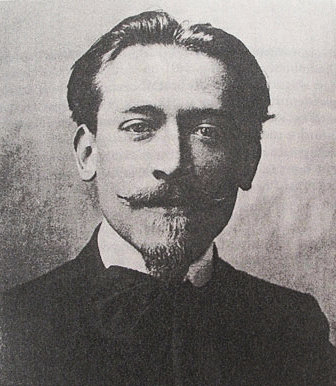
Joseph Canteloube, student
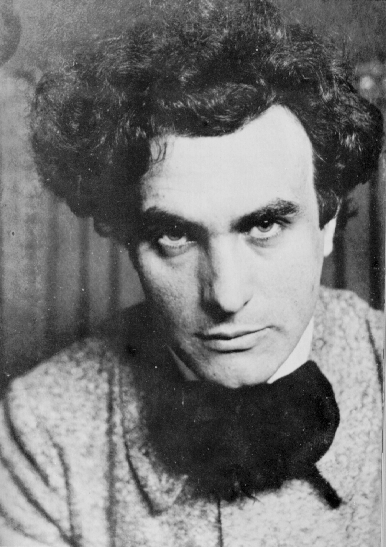
Edgar Varèse, student
Wanda Landowska, docente
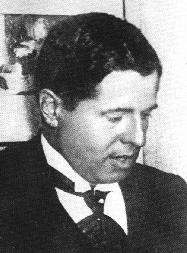
Albéric Magnard, student en docent
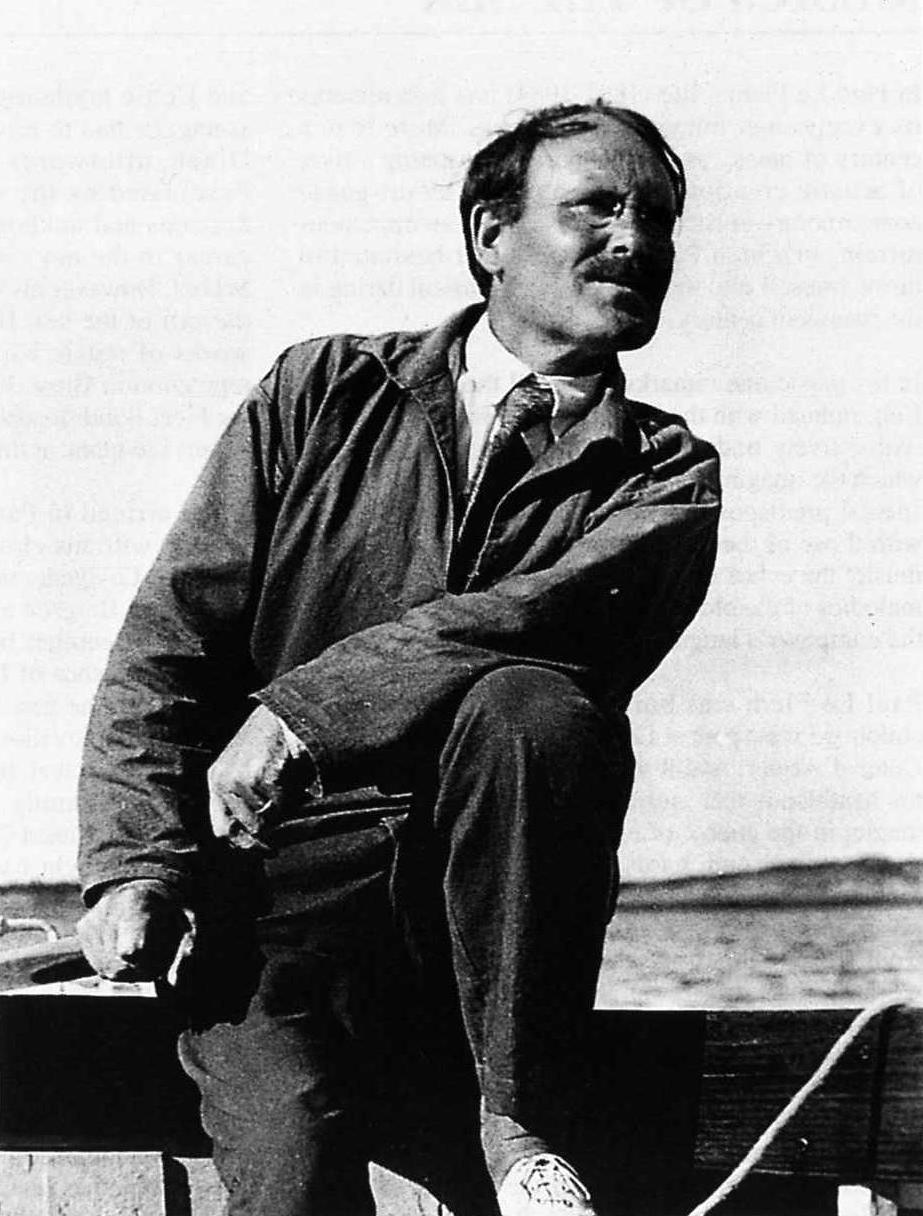
Paul Le Flem, student en docent
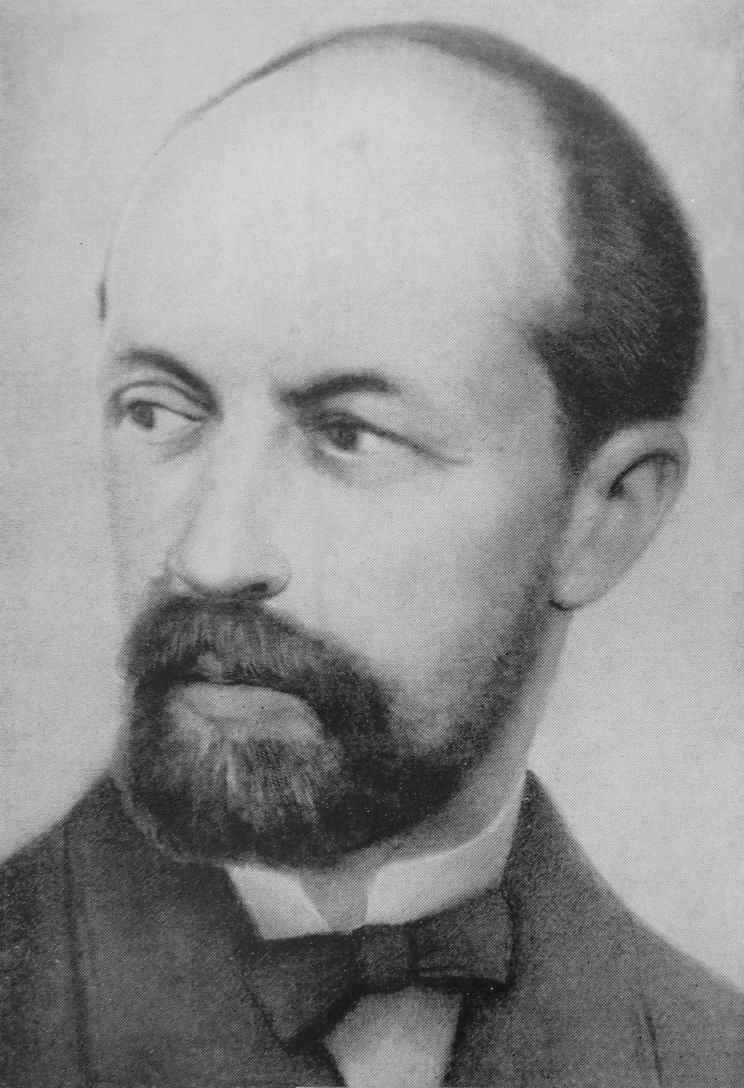
Albert Roussel, student en docent
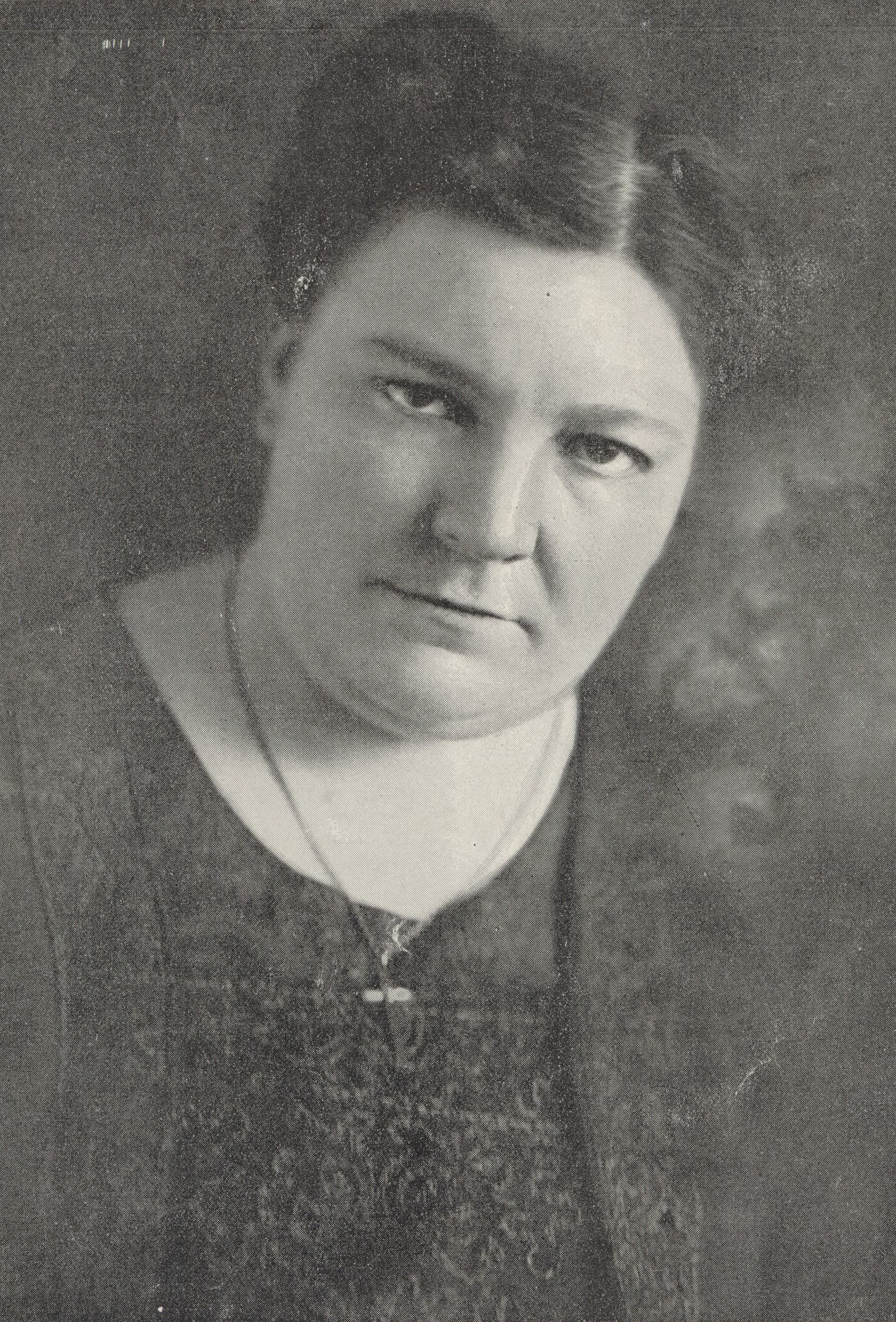
Blanche Selva, docente
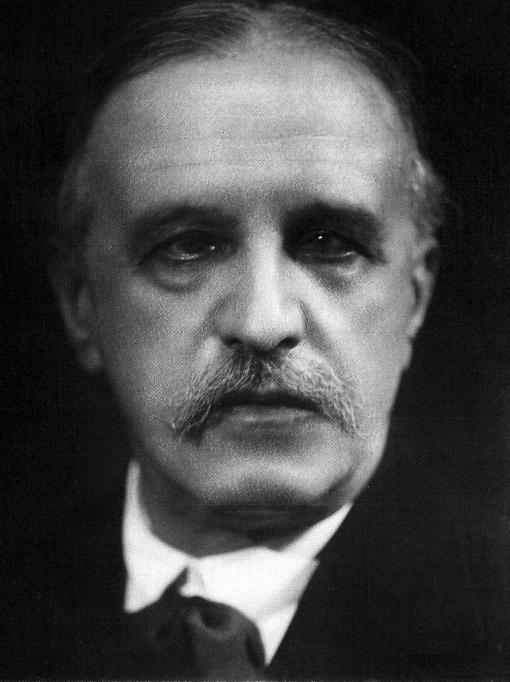
Louis Vierne, docent
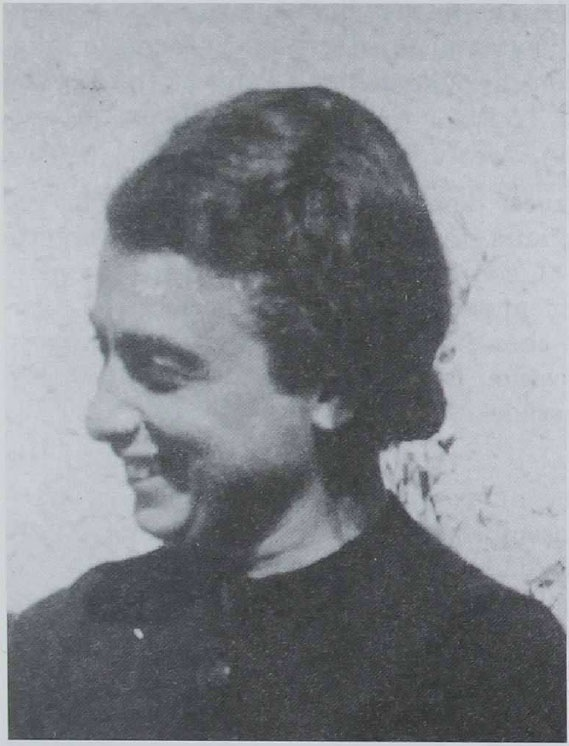
Thérèse Cahen, studente
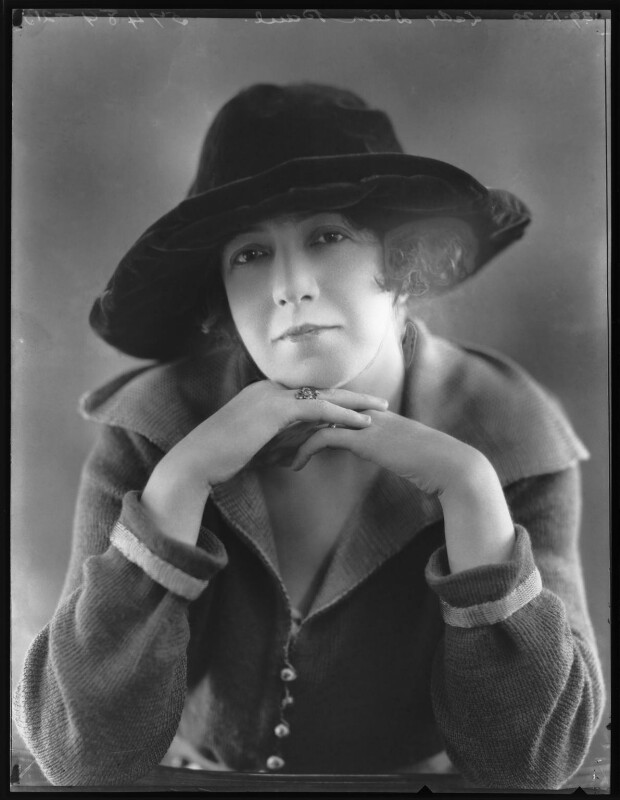
"Poldowski" (Régine Wieniawski), studente

Het instituut breidde zich sterk uit en telde aan het eind van de jaren twintig enkele honderden studenten. Het aantal opleidingen groeide mee, waardoor de Schola Cantorum een algemener karakter kreeg en niet meer uitsluitend gericht was op kerkmuziek. Tot de studenten behoorden Georges Auric, Thérèse Cahen, Joseph Canteloube, Jean Daetwyler, Albert Dupuis, Paul Le Flem, Gabriel Grovlez, Albéric Magnard, Marius Monnikendam, Alberto Nepomuceno, Cor van der Peet, Jean-René Quignard, Albert Roussel, Gustave Samazeuilh, Erik Satie, Déodat de Séverac, Joaquin Turina, José Maria Usandizaga, Edgard Varèse en Régine Wieniawski. Ook hebben Louis Durey, Joseph Jongen, Jaap Kool, Leevi Madetoja en Cole Porter korte tijd op La Schola doorgebracht.
Sommige oud-studenten keerden later terug als docent, onder wie Le Flem, Grovlez, Magnard en Roussel. Andere bekende docenten voor korte of langere tijd waren Isaac Albéniz, Louis Aubert, Pierre de Bréville, Abel Décaux, Charles Koechlin, Wanda Landowska, Olivier Messiaen, Darius Milhaud, Henri Mulet, Armand Parent, André Pirro, Francis Planté, Édouard Risler, Blanche Selva, Fernand de La Tombelle, Louis Vierne en Victor Vreuls.

## Scheuring
Op 8 december 1934, drie jaar na de dood van Vincent d'Indy, vond een paleisrevolutie plaats bij de Schola Cantorum, die door vooruitstrevende musici al jaren als achterhaald werd beschouwd. Er brak een conflict uit over de koers. Het verwijt was dat het instituut zich meer richtte op degelijkheid en rechtlijnigheid dan op creativiteit en originaliteit. De eveneens particuliere École Normale de Musique de Paris, in 1919 opgericht door Alfred Cortot en Auguste Mangeot, was een geduchte concurrent geworden en bood een betere aansluiting met de modernistische stromingen dan de nogal academische Schola Cantorum.
De door D'Indy zelf gekozen opvolgers Louis de Serres, Guy de Lioncourt en Marcel Labey werden aan de kant geschoven en vervangen door de violist Nestor Lejeune. Ook de artistieke raad, die bestond uit D'Indy's oude vrienden Pierre de Bréville, Paul Dukas, Gabriel Pierné, Joseph Guy Ropartz en Albert Roussel, ruimde het veld. Daarop namen 49 van de 54 docenten ontslag; 220 van de 250 studenten verlieten de school. Zij vonden een heenkomen bij een nieuw instituut dat verder wilde werken in de geest van Franck en D'Indy. Deze École César-Franck, geleid door De Serres, De Lioncourt en Labey, opende de deuren op 7 januari 1935 en heeft bestaan tot ongeveer 1985. Bekende alumni van de École César-Franck zijn Odile Bailleux, Michel Chapuis, Jean Daetwyler, Joseph Gelineau en André Isoir.
De Schola Cantorum de Paris vernieuwde zich onder leiding van Nestor Lejeune, die aanbleef tot 1957 en toen als directeur werd opgevolgd door Jean-Yves Daniel-Lesur. Tot degenen die er na de Tweede Wereldoorlog studeerden, behoren Jean-Louis Capezzali, Sébastien Guillot, Margreeth de Jong, Ewald Kooiman, Kevin Krumenauer, Mario Lavista, Michelle Leclerc, Gijsbert Lekkerkerker, Petra Veenswijk en Simone Vebber. Onder de docenten waren Charles Koechlin en na de oorlog Gaby Casadesus, Jean-Jacques Grunenwald, Germaine Tailleferre en het echtpaar Jean Langlais en Marie-Louise Jaquet-Langlais.

## 21e eeuw
De Schola Cantorum is sinds 1980 geregistreerd als een particuliere instelling voor hoger onderwijs die door de staat erkende masterdiploma's mag uitreiken. De opleiding is verdeeld in drie cycli, elk van drie jaar: 'Premier cycle', 'Cycle supérieur', 'Cycle diplômant'. De school onderwijst in 50 instrumentale en vocale disciplines, voor solisten zowel als muziekensembles, en ook theater en dans. Er worden cursussen gegeven in onder meer harmonieleer, contrapunt, muziekanalyse, solfège, compositie en orkestratie. Al vanaf het begin hanteert La Schola geen leeftijdsgrenzen bij de toelating van studenten en cursisten. Er zijn ongeveer 1000 studenten en 100 docenten. Directeur is Michel Denis.